# Crateromorpha (Crateromorpha) lankesteri
Crateromorpha (Crateromorpha) lankesteri is een sponssoort in de taxonomische indeling van de glassponzen (Hexactinellida). De spons leeft diep in zee. Het skelet van de spons bestaat uit spicula van kiezel.
De spons behoort tot het geslacht Crateromorpha en behoort tot de familie Rossellidae. De wetenschappelijke naam van de soort werd voor het eerst geldig gepubliceerd in 1902 door Kirkpatrick.